# Devon (actriu porno)
Devon (Allentown, Pennsilvània; 28 de març de 1977) és una actriu porno estatunidenca.

## Biografia

### Inicis
Després d'acabar els seus estudis de secundària, Devon comença a treballar com a cambrera en una pizzeria de Pennsilvània. És aquí on un dels seus clients li parla d'un club de striptease anomenat Al's Diamond Cabaret, freqüentat per personalitats de la indústria del porno. Desitjosa d'augmentar els seus ingressos, Devon decideix acudir al club a la recerca d'una ocupació. No només és contractada durant tres anys, sinó que en la seva primera nit ja aconsegueix guanyar un concurs de ball celebrat en el local.

### Carrera com a actriu porno
El 1998, va debutar en el porno amb la pel·lícula New Breed, dirigida per Jules Jordan. La seva estrena va cridar l'atenció de Vivid Entertainment que li va oferir un contracte en exclusiva. Després de signar amb la productora californiana, Devon es va mudar a Los Angeles per rodar alguns dels títols que més fama li donarien, com: Country Comfort (1998), Three (1999), Watcher (1999), Diary Of Desire (2000) o Pinup (2000). El gener de 2001 va ser triada Penthouse Pet del mes de gener.
L'agost de 2001 va concloure el seu contracte amb Vivid i va signar amb la companyia de Jill Kelly on va rodar pel·lícules com Perfect Pink 10: In Hawaii (2001), Haven's Magic Touch 3 (2001) o Dayton's Secret Paradise (2001).
No obstant això, el seu pas per Jill Kelly Productions va ser breu i ràpidament va passar a formar part de l'elenc d'actrius exclusives de Digital Playground. En 2002 va debutar en el seu nou estudi rodant My Plaything: Virtual Sex With Devon, que va esdevenir una de les pel·lícules més importants en la carrera de l'actriu, ja que va ser un dels títols més venuts de l'any i va guanyar dos premis de la indústria pornogràfica a la millor cinta de l'any. Stripped (2002), Rush (2002), No Limits (2003) o Island Fever 3 (2004) van seguir la mateixa línia i van consolidar a l'actriu com una de les estrelles porno més cotitzades. Precisament amb Island Fever 3, Devon va realitzar la seva primera aparició en una pel·lícula porno distribuïda en WMV-HD DVD i va realitzar el rodatge del film en Tahití i Bora Bora. Coneixedor de tot això, a l'agost de 2004, l'estudi va anunciar la renovació del contracte de Devon. En la seva segona etapa amb Digital Playground va ser la protagonista absoluta de títols com Devon: Erotique (2004) o Devon: Decadence (2005). Aquest mateix any va ser també el de la primera, i única, escena anal de l'actriu. Es va produir en Intoxicated al costat de Scott Nails.
Després de concloure el seu contracte amb Digital Playground en 2005 l'actriu va sorprendre a tots fitxant, a principis de 2006 per la recentment creada Ecstasy Mobile. L'estudi va anunciar també el proper llançament de Devon Loves Tawny, un títol que no obstant això, no veuria mai la llum.
Amb prou feines tres mesos després del fitxatge, l'actriu va comunicar la rescissió del contracte i va signar per Black Kat Productions, una productora petita i limitada a temes amateur. Gairebé simultàniament va fer públic la creació de la seva pròpia productora anomenada Tight Industries, indicant que ambdues companyies treballarien de la mà per produir les seves noves pel·lícules. De nou es va anunciar un proper llançament, aquesta vegada titulat Devon Unleashed. No obstant això, el projecte tampoc va tirar endavant.
A la fi de 2006 Devon va deixar enrere tot aquells projectes frustrats per fitxar per Shane World. Devon Does Baja (2007) va venir a tancar, així, un període de gairebé dos anys sense noves pel·lícules de l'actriu. Encara que el contracte recollia el debut com a directora de l'actriu, aquest no es va produir i Devon es va limitar a rodar una sola pel·lícula més per a l'estudi (Casey Parker's Califòrnia Dreamin, 2008).
Ja fora de Shane World va rodar All Alone 3 (2008), MILFs lovin' MILFs (2008) o Penthouse remodeled (2008). En tots aquests títols solament participa en escenes de sexe lèsbic.

## Premis
- 2001: Premis AVN - Millor DVD interactiu per My Plaything: Virtual Sex With Devon
- 2005: Premis AVN - Millor producció HD per Island Fever 3